# Bi Xiaoliang
Bi Xiaoliang (chiń. 毕晓亮; ur. 26 grudnia 1992) – chiński lekkoatleta, skoczek wzwyż. 
W 2013 zdobył złoty medal mistrzostw Azji w Pune.
Rekordy życiowe: stadion – 2,24 (12 maja 2012, Tiencin oraz 21 maja 2016, Taiyuan); hala – 2,24 (3 marca 2016, Nankin).

## Osiągnięcia
| Rok  | Impreza            | Miejsce | Lokata     | Wynik |
| ---- | ------------------ | ------- | ---------- | ----- |
| 2013 | Mistrzostwa Azji   | Pune    | 1. miejsce | 2,21  |
| 2013 | Mistrzostwa świata | Moskwa  | –          | NM    |